# Patrice Bernier
Pour les articles homonymes, voir Bernier.
Patrice Bernier est un joueur de soccer international canadien né le 23 septembre 1979 à Montréal au Québec. Il évolue au poste de milieu de terrain avant de se retirer du soccer professionnel en octobre 2017. 
Lors de ses études, il joue également au hockey sur glace comme son cousin devenu professionnel : Maxime Fortunus
En août 2020, il lance un livre biographique intitulé Patrice Bernier, maître de son destin par l'auteur Mathias Brunet.

## Carrière de joueur

### En club
Patrice Bernier hérite de la passion du soccer de son père, Jean Bernier, un bâtisseur du soccer au Québec. Ses parents, Gladys et Jean, quittent Haïti  pour le Québec en 1971 et Patrice voit le jour à Brossard dans la banlieue de Montréal en 1979. Sportif, il pratique le hockey sur glace et le soccer avec différents clubs de jeunes comme l'AS Brossard et le FsC Sélect Rive-Sud en Ligue de soccer élite du Québec.
Il part ensuite étudier aux États-Unis à l'Université de Syracuse en 1999. Durant l'année passée là-bas, il joue au soccer avec le Orange de l'Université de Syracuse en NCAA. Il est choisi dans l'équipe d'étoiles des recrues.
L'année suivante, il rejoint le club professionnel de sa ville natale : l'Impact de Montréal en United Soccer Leagues. Il joue trois saisons à ce niveau avant de tenter sa chance en Europe. Il réalise un premier essai en Suède avec le Vasteras SK puis un second en Norvège avec le Moss FK qui lui propose un contrat. Par la suite, il joue aussi avec le club norvégien Tromsø IL avant d'être transféré en seconde division allemande au FC Kaiserslautern au cours de l'été 2007. Il quitte le FC Kaiserslautern en 2008 pour rejoindre le FC Nordsjælland, club de première division danoise.  
Le 19 décembre 2011, il rejoint le club de ses débuts : l'Impact de Montréal pour la première saison dans la MLS de l'équipe. 
Le 13 février 2014, il est nommé capitaine de son équipe. Sous son capitanat, l'Impact atteint la finale de la Ligue des champions de la CONCACAF en 2015 et la finale de l'Association de l'Est perdue contre le Toronto FC en 2016. À 38 ans, il joue le dernier match de sa carrière le 22 octobre 2017 contre le Revolution de la Nouvelle-Angleterre à l'occasion duquel il inscrit un but.

### En sélection
Bernier participe à la Coupe du monde des moins de 17 ans 1995 organisée en Équateur, et inscrit le seul but de la sélection canadienne lors de cette compétition face à l'équipe d'Oman.
Il joue son premier match avec la sélection senior en novembre 2003, à l'occasion d'un match amical contre la Tchéquie. Il participe à trois Gold Cup avec la sélection canadienne : en 2005, 2007 et 2009. Il est demi-finaliste de cette compétition en 2007.
Il dispute enfin 12 matchs comptant pour les tours préliminaires de la coupe du monde, lors des éditions 2006, 2010 et 2014.

### Buts internationaux
|    | Date            | Lieu                               | Adversaire | Résultat | Compétition   |
| -- | --------------- | ---------------------------------- | ---------- | -------- | ------------- |
| 1. | 30 juin 2009    | Oxnard College, Oxnard, États-Unis | Guatemala  | 3-0      | Match amical  |
| 2. | 10 juillet 2009 | FIU Stadium, Miami, États-Unis     | Costa Rica | 2-2      | Gold Cup 2009 |

## Carrière d'entraineur
Quelques semaines après sa retraite sportive, la prise de fonction de Patrice Bernier au sein de l'académie de l'Impact de Montréal à compter de 2018 en tant qu'entraîneur-adjoint U13, U15, U17 et U19, est annoncée.

## Palmarès de joueur
FC Nordsjælland
- Vainqueur de la Coupe du Danemark en 2010 et 2011

 Impact de Montréal
- Élu joueur de la semaine dans la MLS en 2012 (semaines 13 à 15)
- Élu joueur du mois dans la MLS en août 2012
- Vainqueur du Championnat canadien de soccer en 2013

## Statistiques en club
| Saison                | Club                  | Championnat           | Championnat | Championnat | Coupe(s) nationale(s) | Coupe(s) nationale(s) | Compétition(s) continentale(s) | Compétition(s) continentale(s) | Compétition(s) continentale(s) | Séries | Séries | Total | Total |
| Saison                | Club                  | Division              | M.          | B.          | M.                    | B.                    | Comp.                          | M.                             | B.                             | M.     | B.     | M.    | B.    |
| 2000                  | Impact de Montréal    | USL-A                 | 27          | 0           | -                     | -                     | -                              | -                              | -                              | -      | -      | 27    | 0     |
| 2001                  | Impact de Montréal    | USL-A                 | 23          | 1           | -                     | -                     | -                              | -                              | -                              | -      | -      | 23    | 1     |
| 2002                  | Impact de Montréal    | USL-A                 | 23          | 4           | -                     | -                     | -                              | -                              | -                              | 4      | 0      | 27    | 4     |
| 2003                  | Moss FK               | D2                    | 29          | 0           |                       |                       | -                              | -                              | -                              | -      | -      | 29    | 0     |
| 2004                  | Moss FK               | D2                    | 11          | 0           |                       |                       | -                              | -                              | -                              | -      | -      | 11    | 0     |
| 2004                  | Tromsø IL             | D1                    | 11          | 1           |                       |                       | -                              | -                              | -                              | -      | -      | 11    | 1     |
| 2005                  | Tromsø IL             | D1                    | 24          | 0           | 2                     | 0                     | C3                             | 6                              | 0                              | -      | -      | 32    | 0     |
| 2006                  | Tromsø IL             | D1                    | 24          | 1           | 3                     | 0                     | -                              | -                              | -                              | -      | -      | 27    | 1     |
| 2007                  | Tromsø IL             | D1                    | 9           | 2           |                       |                       | -                              | -                              | -                              | -      | -      | 9     | 2     |
| 2007-2008             | FC Kaiserslautern     | D2                    | 15          | 1           | 2                     | 0                     | -                              | -                              | -                              | -      | -      | 17    | 1     |
| 2008-2009             | FC Nordsjaelland      | D1                    | 27          | 0           | 1                     | 0                     | C3                             | 6                              | 2                              | -      | -      | 34    | 2     |
| 2009-2010             | FC Nordsjaelland      | D1                    | 27          | 2           | 6                     | 1                     | -                              | -                              | -                              | -      | -      | 33    | 3     |
| 2010-2011             | FC Nordsjaelland      | D1                    | 22          | 1           | 2                     | 0                     | C3                             | 2                              | 0                              | -      | -      | 26    | 1     |
| 2011-2012             | Lyngby BK             | D1                    | 12          | 2           | 1                     | 0                     | -                              | -                              | -                              | -      | -      | 13    | 2     |
| 2012                  | Impact de Montréal    | MLS                   | 27          | 9           | 1                     | 0                     | -                              | -                              | -                              | -      | -      | 28    | 9     |
| 2013                  | Impact de Montréal    | MLS                   | 31          | 4           | 4                     | 0                     | LCC                            | 2                              | 0                              | 0      | 0      | 37    | 4     |
| 2014                  | Impact de Montréal    | MLS                   | 26          | 0           | 4                     | 1                     | LCC                            | 3                              | 0                              | -      | -      | 33    | 1     |
| 2015                  | Impact de Montréal    | MLS                   | 20          | 0           | 2                     | 0                     | LCC                            | 4                              | 0                              | 3      | 2      | 29    | 2     |
| 2016                  | Impact de Montréal    | MLS                   | 20          | 0           | 1                     | 0                     | -                              | -                              | -                              | 5      | 0      | 26    | 0     |
| 2017                  | Impact de Montréal    | MLS                   | 27          | 2           | 4                     | 0                     | -                              | -                              | -                              | -      | -      | 31    | 2     |
| Total sur la carrière | Total sur la carrière | Total sur la carrière | 437         | 30          | 33                    | 2                     | -                              | 23                             | 2                              | 12     | 2      | 505   | 36    |

## Carrière de hockeyeur
Il joue deux saisons dans la Ligue de hockey junior majeur du Québec en tant que défenseur. Lors de sa première saison en 1996-1997, il termine septième pointeur de l'alignement des Foreurs de Val-d'Or. Les joueurs de Val-d'Or participent aux séries éliminatoires de la LHJMQ et passent deux tours avant d'être éliminés en finale de division par les Olympiques de Hull, futurs vainqueurs des séries. Il commence la saison suivante avec Val-d'Or mais après une quarantaine de rencontres, rejoint les Faucons de Sherbrooke qui ne se qualifient pas pour les séries. Il décide d'arrêter sa carrière de joueur de hockey à la suite de discussions avec un agent lui disant que son profil n'est pas recherché par les équipes de la Ligue nationale de hockey.
| Saison    | Équipe                | Ligue |    | Saison régulière | Saison régulière | Saison régulière | Saison régulière | Saison régulière |   | Séries éliminatoires | Séries éliminatoires | Séries éliminatoires | Séries éliminatoires | Séries éliminatoires |
| Saison    | Équipe                | Ligue | PJ | B                | A                | Pts              | Pun              | PJ               | B | A                    | Pts                  | Pun                  |                      |                      |
| 1996-1997 | Foreurs de Val-d'Or   | LHJMQ | 70 | 7                | 27               | 34               | 65               | 13               | 0 | 7                    | 7                    | 12                   |                      |                      |
| 1997-1998 | Foreurs de Val-d'Or   | LHJMQ | 38 | 7                | 19               | 26               | 36               | -                | - | -                    | -                    | -                    |                      |                      |
| 1997-1998 | Faucons de Sherbrooke | LHJMQ | 35 | 3                | 10               | 13               | 28               | -                | - | -                    | -                    | -                    |                      |                      |

## Honneurs
Le 20 mai 2017, il reçoit la Médaille de l'Assemblée nationale pour sa participation à la campagne vivre-ensemble et pour sa contribution à la société québécoise.
Le 25 novembre 2017, il est intronisé au Temple de la renommée du soccer québécois. Il y rejoint son père, Jean Bernier (football), qui y était depuis 13 ans dans la catégorie des bâtisseurs.